# Васко (округ, Орегон)
Шаблон:StateAbbr_ 45°10′ пн. ш. 121°10′ зх. д. / 45.16° пн. ш. 121.16° зх. д.
Округ  Васко (англ. Wasco County) — округ (графство) у штаті  Орегон, США. Ідентифікатор округу 41065.

## Історія
Округ утворений 1854 року.

## Демографія
За даними перепису 
2000 року 
загальне населення округу становило 23791 осіб, зокрема міського населення було 15730, а сільського — 8061.
Серед мешканців округу чоловіків було 11770, а жінок — 12021. В окрузі було 9401 домогосподарство, 6503 родин, які мешкали в 10651 будинках.
Середній розмір родини становив 2,96.
Віковий розподіл населення поданий у таблиці:
| Стать    | До 15 років | 15-21 | 22-29 | 30-39 | 40-49 | 50-65 | 65-85 | Понад 85 |
| -------- | ----------- | ----- | ----- | ----- | ----- | ----- | ----- | -------- |
| Чоловіки | 2523        | 1119  | 988   | 1438  | 1866  | 2091  | 1569  | 176      |
| Жінки    | 2402        | 1032  | 958   | 1466  | 1846  | 2097  | 1878  | 342      |

## Суміжні округи
- Клікітат, Вашингтон — північ
- Шерман — схід
- Ґільям — схід
- Вілер — південний схід
- Джефферсон — південь
- Меріон — південний захід
- Клакамас — захід
- Гуд-Рівер — захід

## Виноски
1. ↑  U.S. Decennial Census. United States Census Bureau. Архів оригіналу за 2 серпня 2018. Процитовано 28 лютого 2015.
2. ↑  Historical Census Browser. University of Virginia Library. Архів оригіналу за 11 серпня 2012. Процитовано 28 лютого 2015.
3. ↑  Forstall, Richard L., ред. (27 березня 1995). Population of Counties by Decennial Census: 1900 to 1990. United States Census Bureau. Архів оригіналу за 19 лютого 2015. Процитовано 28 лютого 2015.
4. ↑  Census 2000 PHC-T-4. Ranking Tables for Counties: 1990 and 2000 (PDF). United States Census Bureau. 2 квітня 2001. Архів оригіналу (PDF) за 18 грудня 2014. Процитовано 28 лютого 2015.
5. ↑  State & County QuickFacts. United States Census Bureau. Архів оригіналу за 25 лютого 2016. Процитовано 15 листопада 2013.(англ.) Наведено за англійською вікіпедією.
6. ↑  American FactFinder. Бюро перепису населення США. Архів оригіналу за 26 лютого 2012. Процитовано 31 січня 2008.

| США | Це незавершена стаття з географії США. Ви можете допомогти проєкту, виправивши або дописавши її. |